# Талишки език
Талишкият език се говори в най-северните райони на иранските провинции Гилян и Ардабил и в най-южните части на Република Азърбайджан. Класифициран е като ирански език.
Талишкият език има два основни диалекта – северен (в Азърбайджан и Иран) и южен (в Иран). Освен това е близък до езика Зазаки.
Няма точна статистическа информация за броя на говорещите талишки език, но се предполага, че техният брой е около половин милион говорещи в Иран и около един милион говорещи в Република Азърбайджан.